# Músculo oponente do polegar
O músculo oponente do polegar é um músculo da mão. É um dos componentes da eminência tenar. Responsável pela ação de oposição do polegar.